# NGC 2677
NGC 2677 is een spiraalvormig sterrenstelsel in het sterrenbeeld Kreeft. Het hemelobject werd op 14 maart 1784 ontdekt door de Duits-Britse astronoom William Herschel.

## Synoniemen
- MCG 3-23-12
- ZWG 90.21
- NPM1G +19.0194
- PGC 24821